# 1952 في السعودية
تحتوي هذه المقالة على أهم الأحداث التي شهدتها السعودية في 1952، إضافة إلى أهم الشخصيات السعودية التي وُلدت أو تُوفيت في هذه السنة.

## السياسة

### الحكم
الملك: عبد العزيز بن عبد الرحمن آل سعود

### تعيينات

#### يناير

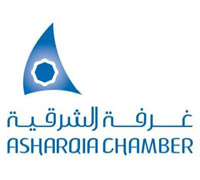
تأسيس غرفة الشرقية في سنة 1952 م

- تأسيس غرفة الشرقية في سنة 1952 م1: طلال بن عبد العزيز آل سعود، وزيراً للنقل والمواصلات.

## أحداث
- نقل مقر أرامكو من نيويورك إلى الظهران.[1]
- الخطوط الجوية السعودية تقوم بشراء خمس طائرات دوغلاس دي سي-4 ذات أربعة محركات، مداها الطويل سمح بتشغيل رحلات إلى محطات في منطقة الشرق الأوسط.
- إنشاء غرفة الشرقية بهدف رعايه مصالح أعضائها، تطوير خدماتها لمنتسبيها من رجال الأعمال، إسهامها في تطوير اقتصاديات المنطقة الشرقية، ومبادراتها المتميزة في خدمة الاقتصاد والمجتمع في المملكة العربية السعودية، مرورا بتطورها هي ذاتها إداريا وتنظيميا وماليا، وانفتاحها الدائم على المستجدات في المنظمات المماثلة في العالم، واستيعابها لأحدث النظم والتقنيات في بيئة خدمات القطاع الخاص، ورعاية مصالح رجال الأعمال.
- اكتشاف مدفن جاوان الأثري والذي يعود لفترة القرن الميلادي الثاني،وقد اكتشفته شركة أرامكو في محجر جاوان في المنطقة الشرقية من المملكة العربية السعودية. المدفن عبارة عن غرفة ضريح كبيرة يتكون من غرفة مركزية مستطيلة يُدخَل إليها عبر ممر طويل يأتي من جهة الغرب، ومن وسط الغرفة تتفرع خمسة تجويفات، واحد للشرق واثنان للشمال واثنان للجنوب، التجويفان الشماليان والجنوبيان يحوي كل واحد منهما على حفرة دفن واحدة، بينما التجويف الشرقي يحتوي على حفرتين للدفن واحدة وراء الأخرى. خارج المدفن يوجد أربعة مدافن إضافية هي عبارة عن صناديق مستطيلة بنيت ملاصقة لجدران الغرفة المركزية.
- انتقال قيادة المنطقة الشرقية العسكرية من محافظة الأحساء إلى الدمام عام 1372هـ / 1952م. وسُميت في عام 1390هـ / 1970م قيادة المنطقة الشرقية، بدلاً من قيادة منطقة الدمام. وكان مقرها مطار الظهران الدولي.[2]
- الملك سعود بن عبدالعزيز آل سعود يفتتح مستشفى الأمير منصور العسكري وهو مستشفى عسكري بالطائف ويعتبر أول مستشفى عسكري في المملكة العربية السعودية.[3][4]
- تأسيس أسواق السدحان وهي شركة تجزئة سعودية.[5]

### يناير
- 1: صدور مجلة اليمامة.

### أبريل
- 2: الطيران المدني يصبح ضمن منظومة وزارة الدفاع.[6]

صورة لمدفن جاوان ملتقطة من طائرة هليكوبتر بواسطة السرجنت W. Seto، سلاح الجو الأمريكي بتاريخ مايو 1952 م.

- صورة لمدفن جاوان ملتقطة من طائرة هليكوبتر بواسطة السرجنت W. Seto، سلاح الجو الأمريكي بتاريخ مايو 1952 م. 20: تأسيس مؤسسة النقد العربي السعودي.[7]

### أكتوبر
- 25: إصدار الجنيه الذهبي السعودي، والذي كان يساوي حينها الجنيه الاسترليني الذهبي.[6]

## مواليد
- خالد الدخيل، أكاديمي وكاتب سياسي.
- ناصر العمر، كاتب وداعية وأستاذ في القرآن وعلومه سابقاً.
- محمد أيوب، قارئ وأحد أئمة المسجد النبوي سابقاً.
- الأمير طلال بن سعود بن عبد العزيز آل سعود الابن الحادي والعشرون من أبناء الملك سعود بن عبد العزيز آل سعود.
- فهد بن عبد الرحمن بن سليمان بالغنيم هُو مهندس سعودي، وقد شغل منصب وزير الزراعة في السعودية في الفترة ما بين مايو 2003 وديسمبر 2014.[8][9][10] والده عبد الرحمن بالغنيم من مواليد الاحساء. و جده سليمان بالغنيم من كبار تجار المنطقة الشرقية.
- عبد الرحمن بن محمد يحيى الرفاعي، هو أديب، وناقد، ومؤلف، وباحث، ومحاضر، في مختلف المحاقل الثقافية، في موضوعات اللغة العربية، والتربية، والتاريخ، خاصة : التاريخ اللغوي في المؤتمرات المتخصصة داخل المملكة العربية السعودية وخارجها.
- عبد الله بن عبد الكريم السعدون طيار ومؤلف سعودي،[11] ولد في محافظة الغاط في السعودية، وعين عضواً في مجلس الشورى من عام 2009م،[12] كما تولى قبلها عدداً من المناصب أبرزها رئيس هيئة استخبارات وأمن القوات الجوية، ويكتب في صحيفة الرياض، كما صدر له عدد من المؤلفات من أبرزها كتاب (عشت سعيداً من الدراجة إلى الطائرة).
- سعيد بن علي بن وهف القحطاني صاحب كتاب حصن المسلم، من مواليد قرية العرين من بلاد قحطان، وهو إمام مسجد سعودي، بلغ مجموع مؤلفاته قرابة الثمانين مؤلفا أبرزها كتاب حصن المسلم، وهو من أهم مؤلفاته.

### فبراير
- 12: أحمد عسيري هو عداء سعودي، مثّل بلاده في سباق 400 متر خلال الألعاب الأولمبية الصيفية 1976.[13]

### مارس
- 10: تركي الحمد، كاتب وروائي وأكاديمي سابق.
- 27: محمد بن عواض بن منيع الله الثبيتي العتيبي، شاعر سعودي، يلقب بـ (سيد البيد)[14] يعد واحداً من أبرز أدباء ما يعرف بأدب الحداثة، والذي بدأت تتشكل ملامحه في ثمانينات القرن العشرين، تزوج من ابنة عمه (أم يوسف)، وله من الأبناء خمسة: يوسف، هوازن، نزار وشروق ومي.[15] توفي في عام 2011 جراء تأثره بأزمة قلبية تعرض لها في وقت سابق.[16]

### مايو
- 25: فريق أول محمد بن عبد الله العايش عسكري وضابط طيار سعودي، شغل عددا من المناصب منها مساعد وزير الدفاع بمرتبة وزير، وقائد القوات الجوية، وقائد قاعدة الملك خالد الجوية.[17]

### أكتوبر
- 19: علي بن إبراهيم النملة (ولد في البكيرية في منطقة القصيم) مؤلف ومفكر سعودي،[18][19] وباحث في شؤون الاستشراق والتنصير والعلاقات الفكرية والحضارية بين الشرق والغرب. تولى وزارة العمل والشؤون الاجتماعية السعودية (وزارة العمل والتنمية الاجتماعية حالياً) ثم وزيرا للشؤون الاجتماعية بعد فصلها. يعمل حاليا أستاذا في جامعة الإمام محمد بن سعود الإسلامية بالرياض.[20]

## وفيات

### مارس
- 26: عبد الله بن محمد بن عبد الله الصبي شاعر عبقري من فطاحلة شعراء النبط من مواليد مدينة شقراء وقد أخذ نصيبه من جميع أغراض الشعر المدح، الهجاء، الحرب والغزل.